# سونی اریکسون اکس‌پریا اکس۱
سونی اریکسون ایکس‌پریا ایکس ۱ (به انگلیسی: Sony Ericsson Xperia X1) نخستین گوشی از سری گوشی‌های هوشمند ایکس‌پریا سونی اریکسون بود که دارای سیستم عامل ویندوز فون نسخهٔ ۶٬۱ بود و در اکتبر ۲۰۰۸ عرضه شد.